# اینه گن
اینه گن (به لاتین: Inegen) یک منطقهٔ مسکونی در روسیه است که در جمهوری آلتای واقع شده‌است.